# Jung Ji-in
Jung Ji-in (født 8. juli 2000) er en kvindelig sydkoreansk håndboldspiller som spiller for Korea National Sport University og Sydkoreas kvindehåndboldlandshold.
Hun repræsenterede Sydkorea, under VM i kvindehåndbold 2019 i Japan. Hun deltog ligeledes under Sommer-OL 2020 i Tokyo.